# 1742 en philosophie
Chronologie de la philosophie
- 1738
- 1739
- 1740
- 1741
- 1742
- 1743
- 1744
- 1745
- 1746

L’année 1742 a été marquée, en philosophie, par les événements suivants :

## Publications
- David Hume : Essays Moral and Political Volume 1 : Édimbourg, A. Kincaid, 1742. Volume 2 : Édimbourg, A.Kincaid, 1742.

- Jean-Jacques Rousseau : Projet concernant de nouveaux signes pour la musique.